# Fiskarbastionen

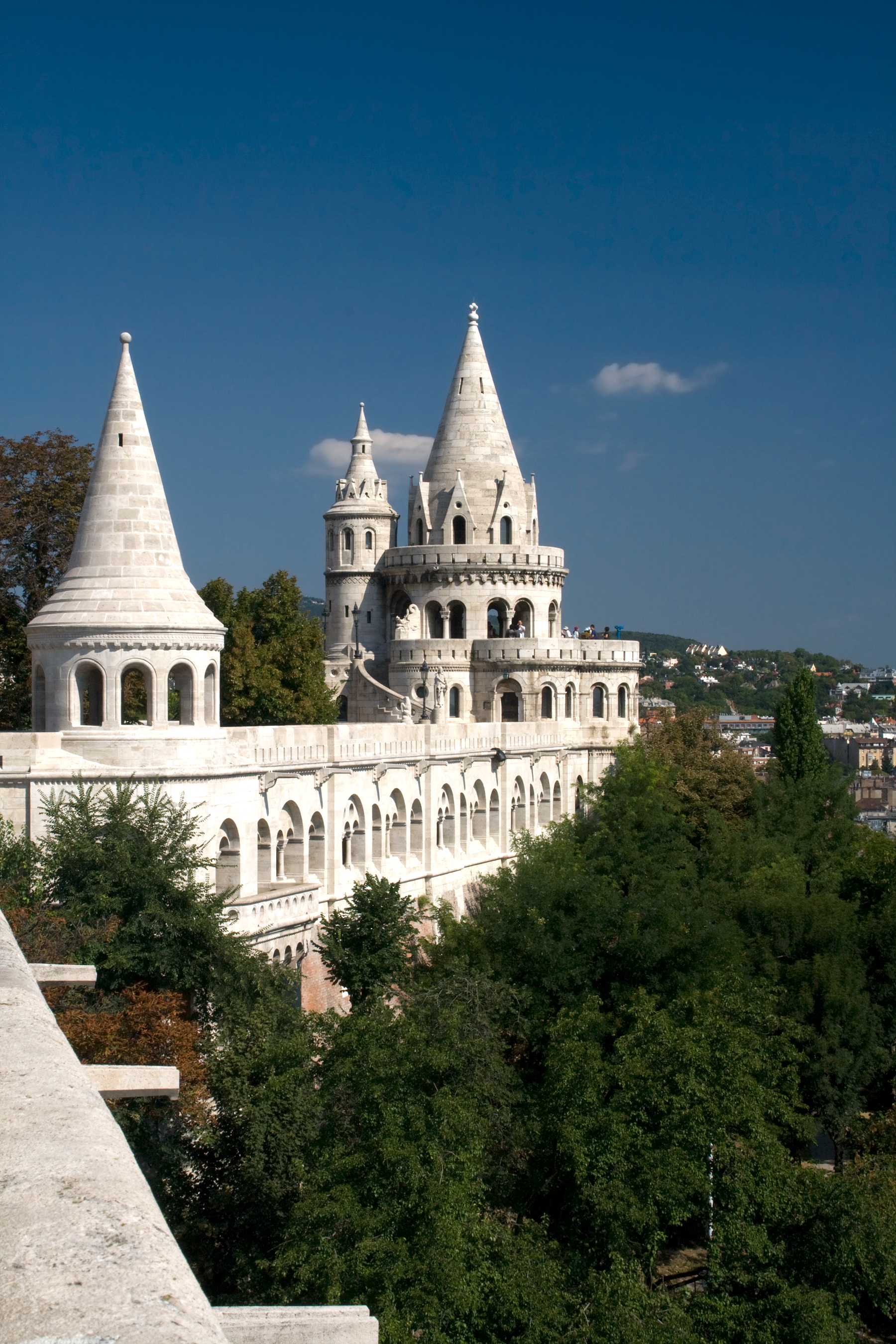
Fiskarbastionen i Budapest

Fiskarbastionen eller Halászbástya är en av Budapests mest välkända byggnader. Bastionen har en terrass med en enorm utsikt över staden som är populär att besöka av turister. Byggnaden ligger i närheten av Budaslottet och byggdes åren 1895–1902. Bastionen blev skadad i andra världskriget men restaurerades sedan.